# Killdozer (Band)
Killdozer war eine US-amerikanische Noise-Rock-Band aus Madison, Wisconsin.

## Geschichte
Die Band wurde 1983 von Bill und Dan Hobson und Michael Gerald gegründet. Der Name ist einem Fernsehfilm aus dem Jahr 1974 entlehnt, der sich als Remake auf eine Novelle von Theodore Sturgeon aus dem Jahr 1944 bezog. Das erste Album Intellectuals are the Shoeshine Boys of the Ruling Elite erschien noch im gleichen Jahr. 1989 ersetzte Tom Hazelmyer, der drei Jahre zuvor Amphetamine Reptile gegründet hatte und bei Halo of Flies spielte, Bill Hobson, der dann später wieder für kurze Zeit bei Killdozer mitspielte. 1990 löste die Band sich zunächst auf, wurde aber 1993 für drei Jahre mit Paul Zagoras anstelle von Bill Hobson als Gitarristen reformiert. Die Abschiedstour lief unter dem Namen „Fuck you, we quit“. Die Tour wurde mit Erik Tunison von Die Kreuzen anstelle von Dan Hobson am Schlagzeug und Jeff Ditzenberger (zweite Gitarre) abgehalten.
Killdozer veröffentlichten neun Alben, einschließlich einer postumen Live-Breakup-CD unter dem Titel The Last Waltz. 2006 spielten sie auf einem Event zum 25. Geburtstag von Touch and Go Records in Chicago, Illinois, unter dem Titel „Fuck you, we reunite!“. Für 2008 wurden einige Anschlusskonzerte von Touch and Go angekündigt. In der Zwischenzeit spielte Dan Hobson in unterschiedlichen Bands (zum Beispiel Cement Pond). Die Band veröffentlichte auf Touch and Go während der 1980er / 1990er und tourte mit anderen Bands des Labels wie zum Beispiel den Butthole Surfers, Scratch Acid und Big Black. Killdozer wurde auch von Butch Vig (Geffen Records, siehe auch Nirvana) und Steve Albini (Big Black) produziert. Twelve Point Buck war das Album, das Butch Vig zum Durchbruch verhalf, indem er im Anschluss von Kurt Cobain und Billy Corgan (The Smashing Pumpkins) entdeckt wurde. Michael Gerald ist heute Anwalt in Los Angeles und sang 2007 noch einmal für die Band den Titel Hunchback (für eine Coverversion von Christina Aguileras Hit Beautiful), Bill Hobson arbeitet in der Filmproduktion in Los Angeles.

## Stil
Die Band war bekannt für ihre extralangsamen, durchgedrehten Songs und ihren schwarzen Humor. Michael Gerald (Bass und Gesang) grölte die Stücke eher als er sie sang, der ganze Habitus der Band war betont rüpelhaft und bratzig, die Musik dabei warm und rund gemischt. Killdozer wurden bekannt als eine der ersten Grunge-Bands, auch wenn diese Stilrichtung sich zuallererst mit der Seattle-Musikszene verband / verbindet. Der Sound ist zum Teil vergleichbar mit der Amerikanischen Band Flipper, den Melvins, ebenso kann auch die Band The Birthday Party und – durch die Verwendung von Bläsersätzen – der Classic Rock der 1970er Jahre zu den Einflüssen gezählt werden. Es entstanden auch eine Reihe von Coverversionen, dazu zählen zum Beispiel Neil Youngs Cinnamon Girl, Don McLeans American Pie (eine Version gibt es auf ihrem 1989er Album For Ladies Only, das ausschließlich Coverversionen enthält), Lynyrd Skynyrds Sweet Home Alabama, Deep Purples Hush, Lee Hazlewoods Poor Man und Jessi Colters I'm not Lisa (auf Burl, 1986, später enthalten auf der CD Uncompromising War on Art Under the Dictatorship of the Proletariat, 1994). Zu Killdozers überbreit angelegten Stücken wurden stupende Textideen bis hin zu Einsendungen von Textvorschlägen durch Fans entworfen. Die Texte sind zum Teil von einer parodistischen Distanz getragen, die wie ein doppelter Boden die Lebensverhältnisse (nicht nur) der amerikanischen Gesellschaft widerspiegelt. Der ganze Gestus der Band legt es auf eine zum Teil vielleicht als Zynismus zu verstehende Kommentierung der real-zynischen Umstände des Homo Consumus an, so zum Beispiel auf Twelve Point Buck (produziert von Butch Vig) in einer Actionfilmparodie (Man vs Nature).

## Diskografie

### Alben
- The Last Waltz (1997, Man’s Ruin Records, wiederveröffentlicht 2006 auf Crustacean Records)
- God Hears the Pleas of the Innocent (Touch and Go, 1995)
- Uncompromising War on Art Under the Dictatorship of the Proletariat (Touch and Go, 1994)
- Twelve Point Buck (Touch and Go, 1991)
- For Ladies Only (Touch and Go, 1989)
- Little Baby Buntin'  (Touch and Go, 1987)
- Burl EP (Touch and Go, 1986)
- Snake Boy (Touch and Go, 1985)
- Intellectuals Are the Shoeshine Boys of the Ruling Elite (Touch and Go, 1984)

### Singles
- Go Big Red (Sonnet '96 / I Saw The Light) (-ismist Recordings, 1996)
- Michael Gerald's Party Machine (Touch and Go, 1996) mit Alice Donut
- We Will Crush You 10" Kollaboration mit Ritual Device (Man's Ruin Records, 1995)
- The Pig Was Cool / Unbelievable (Touch and Go, 1993)
- Her Mother's Sorrow / Short Eyes (Amphetamine Reptile, 1989)
- Yow! (Lupus / Nasty) (Touch and Go, 1989)
- Short Eyes (mit Tom Hazelmyer)